# Bailliage de Châtel-Saint-Denis
?–1574
Entités suivantes :
- Bailliage de Châtel-Saint-Denis

1574–1798
Entités précédentes :
- Seigneurie de Châtel-Saint-Denis

Entités suivantes :
- District de Châtel-Saint-Denis

La seigneurie de Fruence, puis seigneurie de Châtel-Saint-Denis est une seigneurie située dans l'actuel canton de Fribourg. En 1574, la seigneurie devient le bailliage de Châtel-Saint-Denis. Le bailliage est supprimé en 1798.

## Histoire
La date de la fondation de la seigneurie de Fruence est inconnue. Le premier seigneur cité est Liefredus en 1095.
Le château de Fruence, ainsi que le bourg attenant, sont construits dans un endroit stratégique facile à défendre. Au début du XXe siècle, il ne subsiste de ce château que quelques murs de fondation.
La seigneurie est vassale de Pierre de Savoie dès 1244, même si Amédée II de Genève renonce à l'hommage des seigneurs de Fruence en 1287 seulement.
En 1248, un arbitrage fixe la frontière entre Semsales et la seigneurie de Fruence.
La seigneurie appartient à la famille de Fruence, autrement dit de Châtel, jusqu'en 1296, date à laquelle elle est vendue au comte de Savoie Amédée V par Jean de Châtel. Ce dernier conserve le vidomat, soit le droit de basse justice. Le vidomat passe ensuite à la famille Montvuagnard. D'autre seigneurs possèdent des biens dans la seigneurie, notamment Jordan de Montagny, les familles d'Oron, de Ferlens et d'Illens.
En 1385, Pierre de Challant vend la seigneurie à son parent Yblet de Challant. En 1393, Yblet de Challant donne la seigneurie à son fils François. En 1419, François de Challant vend la seigneurie à son cousin Amédée de Challant. Dès 1434, Guillaume de Challant est seigneur de Châtel-Saint-Denis.
Le bailliage est composé des actuelles communes de Châtel-Saint-Denis et Remaufens, auxquelles est ajoutée Semsales, qui faisait partie du bailliage de Rue, en 1581.

## Seigneurs, châtelains et baillis
Les seigneurs sont les suivants :
- Jusqu'en 1296 : la famille de Fruence ;
- 1296-? : Amédée V de Savoie ;
- ?-1385 : Pierre de Challant ;
- 1385-1393 : Yblet de Challant ;
- 1393-1419 : François de Challant ;
- 1419-? : Amédée de Challant ;

Les comtes de Savoie ont nommé des châtelains pour administrer la seigneurie. Les châtelains sont les suivants :
- 1296-1297 : Girard de Compey[12] ;
- 1297 : Jean Luyset[13] ;
- 1298-1300 : Druet des Portes[14] ;
- 1300-1305 : Pierre des Portes[15] ;
- 1318-1320 : Rodolphe de Bons[16] ;
- 1330-1342 : Guillaume de Châtillon[17] ;
- 1342-1343 : Les enfants du précédent[18] ;
- 1346-1347 : Jean d'Aubonne[19] ;
- 1347-1348 : Pierre de Saillon[20] ;

En 1574, la seigneurie devient le bailliage de Châtel-Saint-Denis. Les baillis sont les suivants :
- 1560-74 : Jean Buquet
- 1574-79 : Jacques Bucher
- 1579-84 : Jacques Reyff
- 1584-89 : Rodolphe Bourgknecht
- 1589-94 : François Werro
- 1594-99 : Jean Cornet
- 1599-1604 : Pierre Garmiswyl[21]
- 1604-09 : Hans II Füry[22]
- 1609-14 : Pierre Gartner
- 1614-19 : Benoît Studer
- 1619-24 : François-Prosper Gottrau
- 1624-29 : Martin Boccard
- 1629-34 : Jean-Nicolas Wild
- 1634-39 : Charles Lari
- 1639-44 : Gaspard Techtermann
- 1644-49 : Béat-Jacques Python[21]
- 1719-1724 : Jean-Henri von der Weid[23]
- 1732 : François Pierre de Montenach
- 1742-47 : Jean François Techtermann[24]
- 1670-76 : Pierre de Techtermann[24]
- 1776-81 : Laurent de Bourgknecht[25]

### Ouvrages
- L. Philipona, Histoire de la Seigneurie et Bailliage de Châtel-St-Denis en Fruence de 1100 à 1800, Châtel-Saint-Denis, Jos. Huwiler-Noel, 1917, 920 p.

### Articles
- Ernst Tremp / FP, « Fruence » dans le Dictionnaire historique de la Suisse en ligne, version du 8 octobre 2009.
- Jean-Claude Vial, « Châtel-Saint-Denis (seigneurie) » dans le Dictionnaire historique de la Suisse en ligne, version du 22 août 2003.